# Simulium centrale
Simulium centrale är en tvåvingeart som beskrevs av John Smart och Clifford 1965. Simulium centrale ingår i släktet Simulium och familjen knott. Inga underarter finns listade i Catalogue of Life.